# Доктор Вуду
Доктор Вуду (англ. Doctor Voodoo) (ранее известный как Брат Вуду (англ. Brother Voodoo)), настоящее имя Джерико Драмм (англ. Jericho Drumm) — персонаж комиксов издательства Marvel. Он — супергерой, обладающий магическими силами. Персонаж был создан сценаристом Леном Уэйном и художником Джином Коланом и впервые появился в Strange Tales #169 (Сентябрь, 1973). В New Avengers #53 (Июль 2009) он заменил Доктора Стрэнджа на посту Верховного мага земли.

## История публикаций
Брат Вуду был создан сценаристом Леном Уэйном и художником Джином Коланом и впервые появился в своей собственной мини-серии, начиная с Strange Tales #169 (Сентябрь, 1973), заканчивая Strange Tales #173 (Апрель, 1974). Впоследствии персонаж появился на страницах комиксов в жанре ужасов Tales of the Zombie #6 (Июль 1974, хронологическое продолжение Strange Tales #173) и Tales of the Zombie #10 (Март 1975). В 21 веке роль персонажа была значительно расширена и он начал появляться в других комиксах издательства Marvel.
Брат Вуду был переименован в «Доктора Вуду», когда он заменил Доктора Стрэнджа в звании Верховного мага Земли в сюжетной линии Dark Reign. Вуду получил собственную ограниченную серию под названием Doctor Voodoo: Avenger of the Supernatural, написанную Риком Ремендером. Серия была закрыта после пятого выпуска.

## Вымышленная биография
Вернувшийся в родную Гаити после 12 (первоначально 20) лет обучения на психолога в США, Джерико Драмм обнаруживает, что его брат-близнец Даниэль Драмм, местный Хунган, умирает по вине колдовства волшебника, утверждающего, что он одержим демоном Дамбалахом. Перед смертью Даниэль берёт с Джерико обещание, что тот посетит наставника Даниэля по имени Папа Джамбо. Джерико исполняет волю покойного брата и становится учеником Джамбо. После обучения в Джамбо в течение нескольких недель Джерико становится мастером магии Вуду, превзойдя даже своего покойного брата. По окончании обучения Папа Джамбо призывает душу Даниэля и объединяет её с телом Джерико. Создав достойного наследника, Папа Джамбо умирает.
Джерико берёт себе псевдоним «Брат Вуду». Он вступает в конфронтацию со священником, который разделяет своё имя с демоном Дамбалахом и его культом. С помощью своего брата Даниэля Драмма, который также являлся членом культа, Джерико извлекает артефакт, символизирующий власть Дамбалаха, тем самым уничтожив его культ. Брат Вуду становится национальным героем и создаёт собственную базу. Он помещает артефакт Дамбалаха в безопасное место, о котором знал лишь он и его слуга Бамбу.
Брат Вуду сталкивается с ученым Бароном Самеди и искусственным зомби, созданный группой ученых-террористов АИМа; оригинальным Черным Когтем, Мамой Лимбо и Тёмным Лордом Калтом, а также со священником Драмабу. Брат Вуду продолжает помогать другим супергероям, включая Человека-паука и Лунного рыцаря, а также оборотню Джеку Расселу.
Брат Вуду в конечном счете впадает в соблазн власти, которую представлял Дэмбала. После этого Брат Вуду оказывается под влиянием Дэмбалы. Он едет в Нью-Йорк, чтобы попытаться захватить ум и тело Высшего Волшебника Земли, Доктора Стрэнджа, который в конечном счете освобождает Брата Вуду от влияния Дамбаллы. Позднее Джерико становится членом Ревущей команды Ника Фьюри и принимает акт регистрации сверхлюдей.
В то время как Чёрная Пантера сражался с Эриком Киллмонджером, Брат Вуду оказался скруллом, что было выявлено, когда он попытался убить Каннибала, которого он посчитал угрозой. Однако эти двое убили друг друга в сражении, и показали свой истинный вид. Тем самым «Брат Вуду» показал о вторжение скруллов Черной Пантере, позволяя ему выиграть время, чтобы подготовиться. Как другие герои, замененный Скруллами, было показано, что Брат Вуду остался живым в конце Секретного вторжения.

### Верховный маг
Глаз Агамотто оставляет Доктора Стрэнджа, показав ему и Новым Мстителям тридцать кандидатов, которые могут стать его потенциальной заменой. Впоследствии Око переходит во владение Джерико Драмма, который становится новым Верховным магом Земли и берёт себе псевдоним Доктору Вуду.
Некоторое время спустя Доктор Вуду сражается с истинной сущностью Агамотто, стремясь предотвратить перехода Ока обратно к демону. Для этого Доктору Вуду накапливает силу, после чего высвобождает её в сторону Агамотто, что приводит к изгнанию демона и уничтожению Ока. Однако, вместе с тем погибает и сам Доктор Вуду.

### Воскрешение
В сюжетной линии AXIS Доктор Дум заключает сделку с Мефисто по возрождению Доктора Вуду, считая, что он и Даниэль — единственные, кто способен остановить Алую Ведьму от уничтожения Латверии. Впоследствии дух Даниэля останавливает заклинание Ванды.

## Силы и способности
Брат Вуду имеет обширные познания в различных областях магии. Свои силы он получил от Лоа, духов-богов вуду. Джерико имеет иммунитет к огню, в результате чего его кожа при соприкосновении с природной стихией не получает никаких повреждений. Он обладает способностью повелевать пламенем и низшей формой жизни. Брат Вуду способен создавать мистический дым, сопровождаемый звуками биения барабанов. Дым скрывает присутствие Джерико. в то время как он сам способен видеть сквозь него. Джерико также владеет гипнозом, а также он может читать мысли животных и растений. Он обладает способностью поддерживать связь с Лоа и призывать мистический транспорт для передвижения.
В странствиях Вуду сопровождает дух его брата-близнеца Даниэля, который удваивает его силу. Дух Даниэля также может перемещаться между телами. При переселении в тело другого человека Брат Вуду получает контроль над всеми его действиями.
После обучения с Папой Джамбо Джерико Драмм узнал многое о наследии своих предшественников. Он обладает глубокими знаниями о культуре вуду и Лоа. Драмм обучен базовой медицине и является превосходным психологом.
На шее Вуду носит особый медальон, который подпитывает его магические силы и позволяет ему общаться с Лоа. Порой Вуду использует в бою обычное огнестрельное оружие.
После назначения Доктора Вуду Верховным магом Земли, он получил доступ к различным мистическим артефактам, таким как: всевидящее Око Агамотто, плащ левитации и книга заклинай Вишанти. По словам Доктора Стрэнджа он также имеет доступ к жезлу Ватумба.

## Альтернативные версии

### Мстители нежити
Альтернативная версия Брата Вуду является лидером Мстителей нежити, альтернативного варианта Мстителей с Земли-666. Его первое появление состоялось, когда Капитан Британия поручает команде хранить мощных артефакт. Когда Капитан Британия и Соколиный глаз пытаются вернуть артефакт, Мстители нежити дважды сталкиваются с ними и пытаются убить.

### Marvel Zombies
В Ultimate Fantastic Four #23 (Ноябрь, 2005) в альтернативной реальности Ultimate Marvel Брат Вуду является одним из десятков героев зомби. В Marvel Zombies: Dead Days был показан как один из последних героев, кто заразился вирусом зомби.

### Сверхъестественные
В мини-серии, состоящей из четырёх выпусков под названием Supernaturals (Октябрь, 1998), написанной Брайаном Пулидо, была показана альтернативная реальность, где Брат Вуду был лидером команды, состоящей из Призрачного гонщика, Ночного оборотня, Гаргульи, Чёрной кошки и Сатаны. Вместе они сражались с мистической и мощной версией Джека-Фонарщика. Это мир, где существуют только мистические супергерои и суперзлодеи.

### What If? Age of Apocalypse
Брат Вуду является одним из главных персонажей альтернативной реальности Age of Apocalypse. Его первое появление состоялось в What If? Featuring X-Men: Age of Apocalypse (Февраль, 2007). Здесь Брат Вуду заменяет Доктора Стрэнджа в роли Верховного мага Земли и носит его одежду. Он сражается против Дормамму и помогает одолеть Апокалипсиса. Сам Джерико исчезает, когда теряет Око Агамотто.

## Коллекционные издания
| Заголовок                                         | Включенные выпуски | Дата публикации | ISBN                |
| ------------------------------------------------- | --- | --------------- | ------------------- |
| Essential Marvel Horror Vol. 2                    | Brother Voodoo истории из Strange Tales #169-173, Tales of the Zombie #6 и #10, и Marvel Team-Up #24; Living Mummy истории из Supernatural Thrillers #5 и #7-15; Gabriel the Devil Hunter истории из Haunt of Horror #2-5 и Monsters Unleashed #11; Golem истории из Strange Tales #174 и #176-177, и Marvel Two-In-One #11; Modred the Mystic истории из Marvel Chillers #1-2 и Marvel Two-in-One #33; и Scarecrow истории из Dead of Night #11, Marvel Spotlight #26, и Marvel Two-In-One #18 | 2008            | ISBN 978-0785130673 |
| Doctor Voodoo: Avenger of the Supernatural Vol. 1 | Doctor Voodoo: Avenger of the Supernatural #1-5 | 2010            | ISBN 978-0785144090 |

## Вне комиксов

### Видеоигры
- Доктор Вуду является играбельным персонажем в игре «Marvel: Contest of Champions».
- Доктор Вуду появляется в качестве камео в концовке Доктора Стрэнджа в игре «Ultimate Marvel vs. Capcom 3».
- Доктор Вуду является играбельным персонажем в игре «Marvel: Avengers Alliance».

### Кино
- В 2003 году на Syfy Universal была анонсирована разработка телевизионного фильма Брат Вуду на основе одноимённого персонажа. Было объявлено, что Ханс Радионофф напишет сценарий, съёмки фильма пройдут в Новом Орлеане, о сотрудничестве Reveille Productions и Marvel Studios, исполнительным продюсерами выступят Бен Сильвермэн, Ави Арад и Рик Унгар[21].